# Witbuikfluiter
De witbuikfluiter (Pachycephala leucogastra) is een zangvogel uit de familie Pachycephalidae (dikkoppen en fluiters).

## Verspreiding en leefgebied
Deze soort is endemisch in Nieuw-Guinea en telt twee ondersoorten:
- P. l. leucogastra: noordelijk-centraal en zuidoostelijk Nieuw-Guinea.
- P. l. meeki: het eiland Rossel in de Louisiaden.

## Status
De grootte van de populatie is niet gekwantificeerd maar de soort wordt omschreven als schaars tot plaatselijk algemeen en met een versnipperde verspreiding. Op de Rode lijst van de IUCN heeft deze soort de status niet bedreigd.